# ロクロ (料理)
ロクロ(Locro)は、ボリュームのある濃厚なシチューで、アンデス山脈地域で人気がある。アルゼンチン、ペルー、ボリビア、エクアドル、コロンビア南部では国民食の1つとなっている。トウモロコシ、豆、ジャガイモまたはカボチャを用いる。ジャガイモには、この地域のみで見られ独特の食感の“papa chola”と呼ばれる特殊な種類を用いる。名前は、ケチュア語のruqruに由来する。
必須の材料は、トウモロコシ、肉（通常は牛肉だがビーフジャーキーやチョリソーを用いることもある）、野菜である。他にタマネギ、豆、カボチャ等、幅広い材料が用いられる。主に冬に食べられる。
アルゼンチンでは、クージョ地域から全国に広がった。国民食と考えられ、五月革命の記念日の5月25日に良く食べられる。カイエンペッパーとパプリカから作られる赤く辛いソースQuiquirimichiが添えられることもある。
エクアドルでは、ラムの内臓と血液を加えたヤワールロクロが人気である。

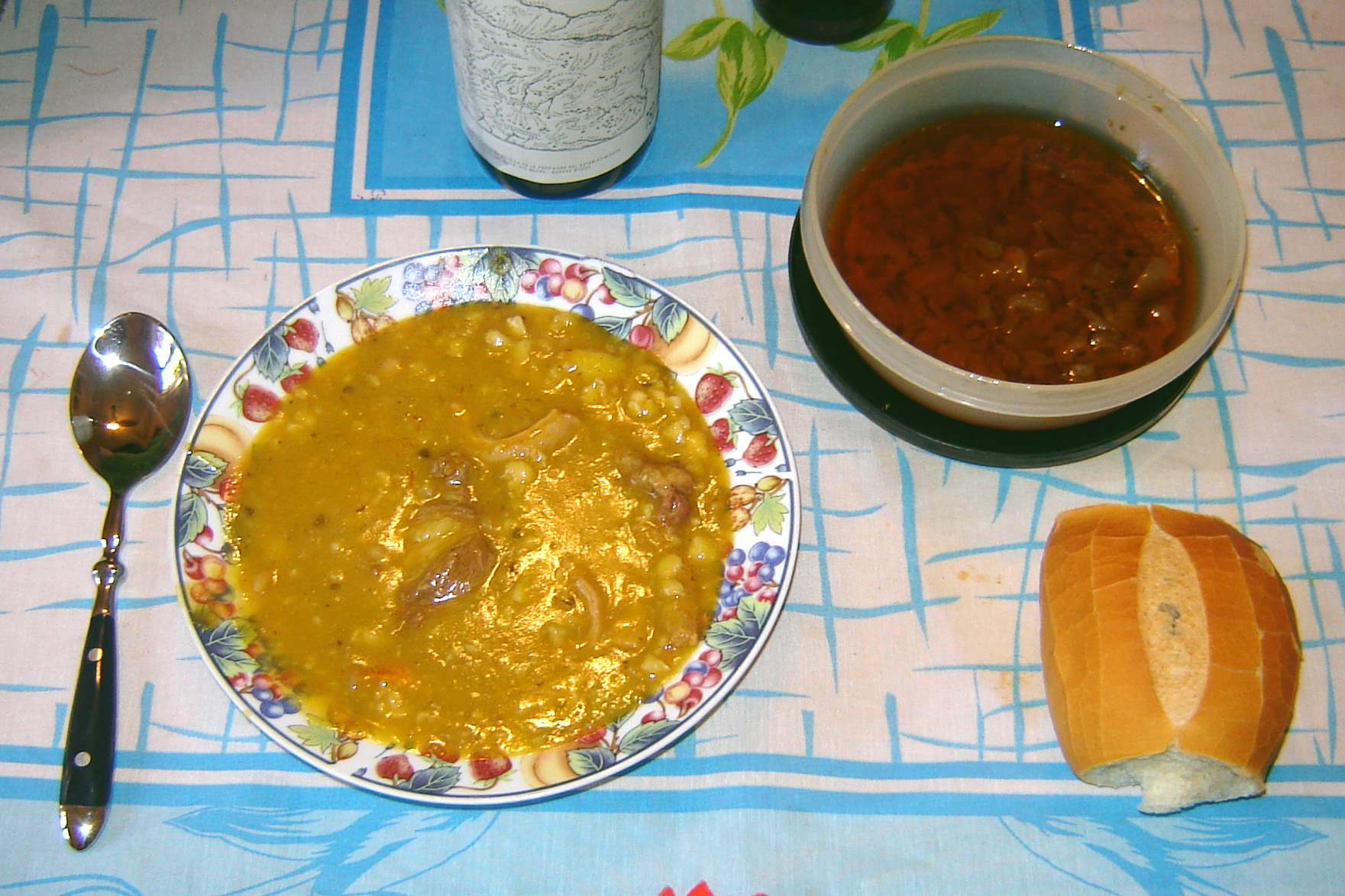
quiquirimichiとパンを添えたロクロ
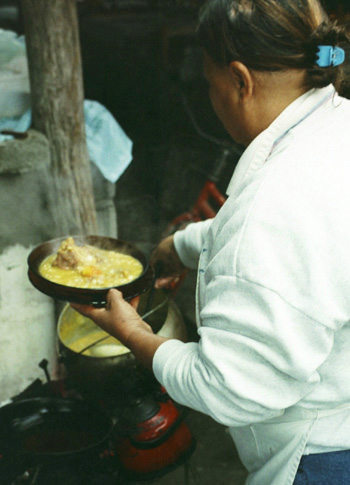
アルゼンチンのシモカの市場で提供されるロクロ
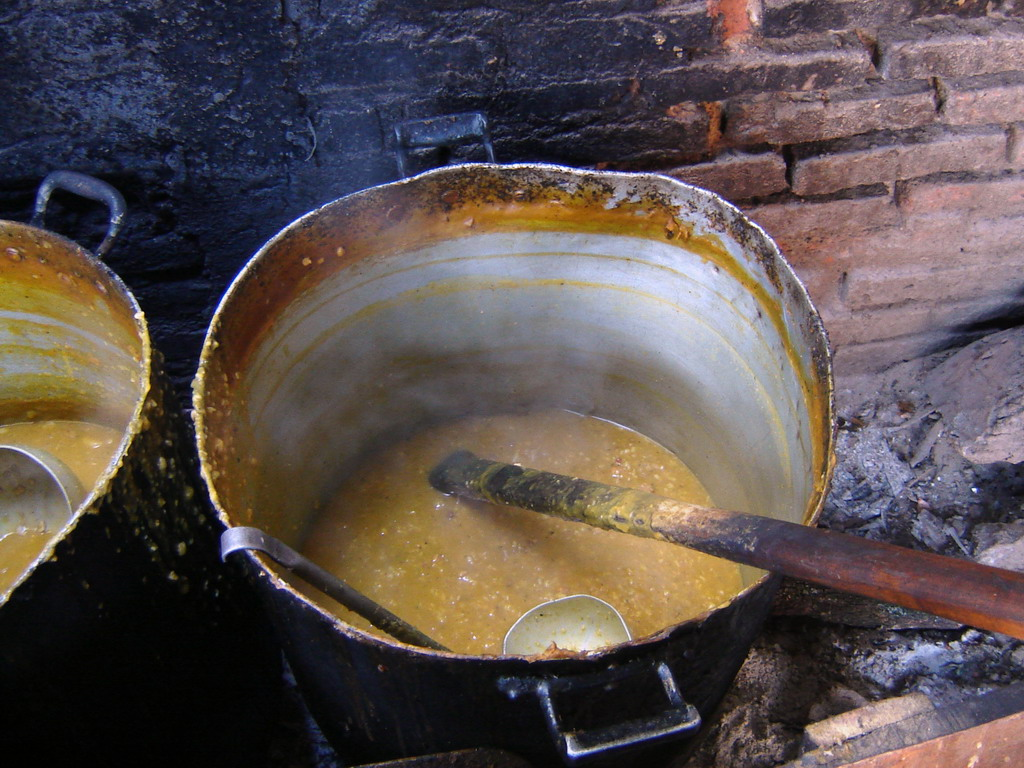
石炭の上で大きな鍋で調理されるロクロ
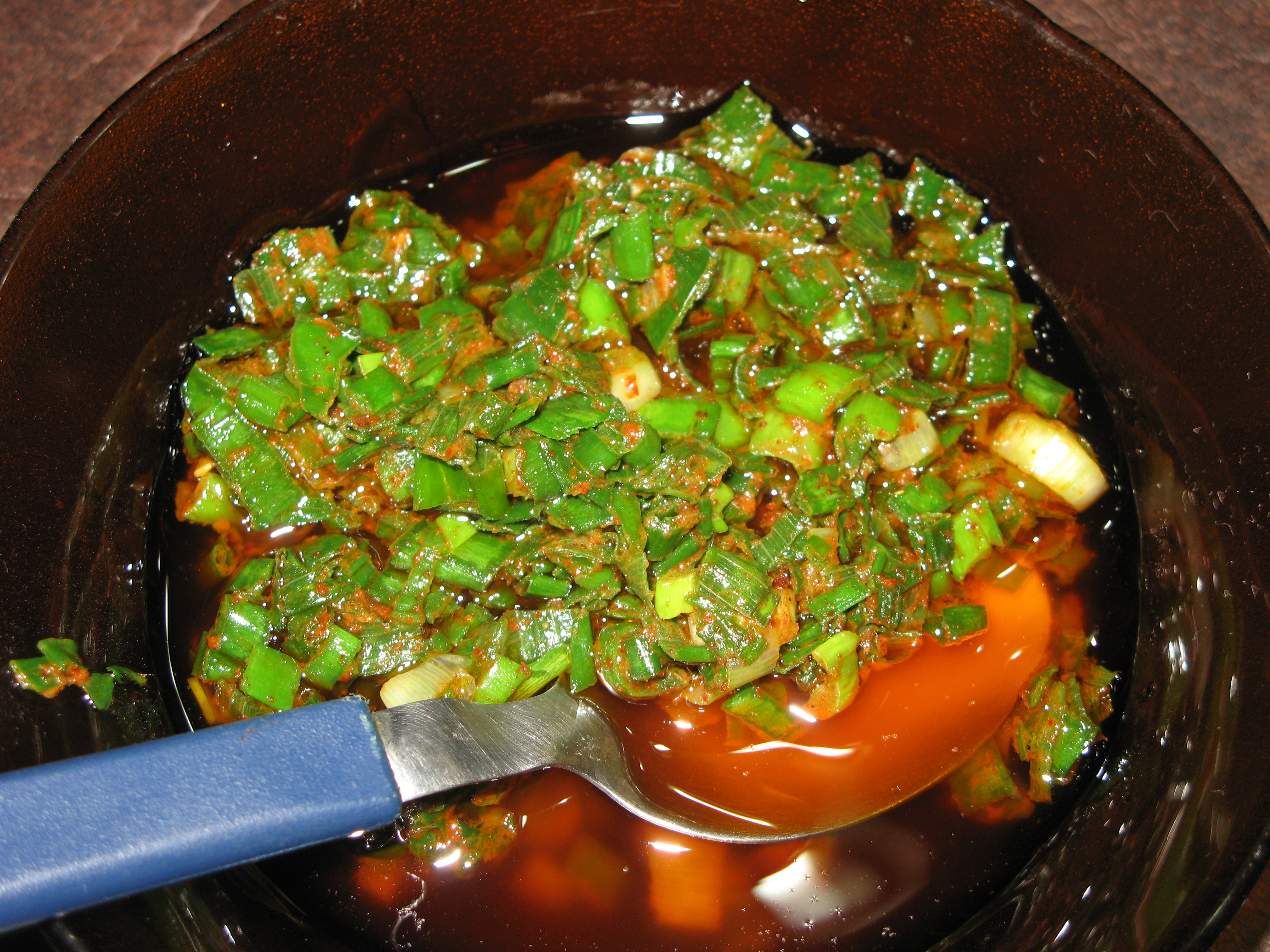
Quiquirimichi